# Castelo Velho do Lousal
O Castelo Velho do Lousal é uma fortificação da época romana e possivelmente da Idade do Ferro, localizada junto a Lousal, na freguesia de Azinheira dos Barros e São Mamede do Sádão, concelho de Grândola, distrito de Setúbal, em Portugal.

## Descrição
O monumento consiste numa antiga estrutura militar, situada numa elevação na margem direita da Ribeira do Lousal, nas imediações da povoação do Lousal, e a cerca de um quilómetro de distância da exploração mineira. Segundo a tradição oral, existiram muralhas e torreões.
No local foram encontrados vários fragmentos de peças de cerâmica comum doméstica e de construção. 

## História
De acordo com os vestígios encontrados no local, terá provavelmente sido ocupado durante a época romana, embora o arqueólogo Nuno Inácio tenha avançado a teoria de que seria mais antiga, da Idade do Ferro, e depois reaproveitada durante o domínio romano.
O monumento foi investigado por Manuel Matheus, que escreveu os resultados da sua pesquisa na revista O Arqueólogo Português em 1895:

Ultimamente tive occasião de visitar o «Castello Velho» do Loisal (Grandola), e do pouco que pude ver, em menos de meia hora talvez, vou dar aqui notícia resumida.
Começo por dizer que fiquei satisfeitissimo por ter reconhecido um castro, porque estava na persuasão de que o «Castelo Velho» do Loisal o era realmente.
Passo agora a apresentar os motivos da conclusão que precede. Ha um aterro no cume de um outeiro, a cujo sopé corre uma ribeira. O accesso para esse monte é difficil por todos os lados, menos pelo Sul, por onde se continuava naturalmente o monte, depois de uma depressão, pequena no cimo, mas bastante accentuada nas encostas, noutro outeiro, talvez um pouco mais elevado, comprido, de cume quasi plano e horizontal com todo o terreno do Sul. Para commodidade designarei o primeiro outeiro, o que tem o aterro, por A, e o segundo por B. Em virtude da depressão ser mais accentuada nas encostas do monte, o acesso para o outeiro A é mais difficil proximo do sopé, embora a inclinação seja quasi igual em volta de todo o outeiro A, com excepção do Norte, lado da ribeira, que é mais ingreme, e da ligação com o outeiro B, que parece seria naturalmente pouco inclinada. Na ligação dos dois outeiros ha vestigios de antigas excavações, e a corôa do outeiro A apresenta uma pequena elevação d'este lado.
Uns sonhadores dos arredores, depois de algumas noites mal dormidas, constituiram uma empresa para exploração das riquezas enterradas no outeiro A. Logo á entrada, ao Sul, na parte mais elevada, fizeram um córte no aterro, deixando a descoberto as paredes que não dão signaes de nellas ter sido empregada cal, mas só pedras e barro. Toda a corôa do outeiro A mostra ter sido cingida de muralha, e ainda na encosta do lado da ribeira ha outra parede, por cima da qual a inclinação é quasi nulla, mas accentuadissima da parte de baixo. Os sonhadores cavaram em differentes sitios, principalmente na corôa e na encosta do lado da ribeira, e, como pouco mais tivessem encontrado do que cacos, puseram termo ás pesquisas, chorando o grande trabalho que tinham tido, mal remunerado com o apparecimento de uma moeda de prata. Diligenciei saber o paradeiro d'esta moeda, mas inutilmente. Um pastor que appareceu no sítio, disse-me que anno passado tinha achado no aterro uma moeda de cobre.
No aterro são numerosos os cacos. Vi muitos fragmentos de telha curvilinea, de asa (de amphora?), de talha (dolium?), um de 0,02 de espessura num sítio e 0m,015 noutro, o que parece ter sido de vaso grande, e ainda fragmentos d'outros objectos de barro que não posso classificar. O fabrico dos objectos a que pertenciam esses fragmentos parece bastante cuidadoso e revela o emprêgo da roda de oleiro, embora elles não tenham valor artistico.
No outeiro B, proximo do primeiro, estão uns monticulos de pedras soltas, quasi todos ao comprido com o mesmo outeiro, e junto d'elles encontrei muitos fragmentos de tijolo, uma pouca de escumalha e um martello de pedra, ou pedra muito arrendondada da ribeira.

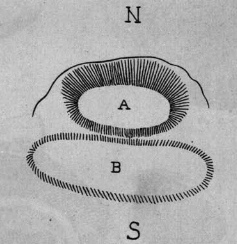
Diagrama do Castelo Velho do Lousal, mostrando a colina (A) e o planalto (B) referidos por José Leite de Vasconcelos.

O arqueólogo José Leite de Vasconcelos também esteve na área do Lousal em 1904, tendo igualmente descrito o castelo num artigo da revista O Arqueólogo Português:

O castelo do Loisal [sic] (fig. 16), é um morro insulado (A, na fig. 17-18) com atêrro artificial no cimo (toda a coroa me pareceu artificial). O povo, que vê aí obra da Mourama, fez córtes em várias partes, à procura de tesouros: nesses córtes se observam claramente os elementos constitutivos do atêrro: terra mexida e pedregulho. Há à superfície muitos cacos de aspecto romano: beiras de vasos, tijolos grossos, pedaços de bojos grandes; não encontrei nenhum caco de aspecto pre-romano. Do lado do sul existe um fôsso que o separa dum planalto, (B, fig. 17-18) onde aparecem dos mesmos cacos e onde se descortinam vestígios de paredes. Do lado do norte e oeste passa a ribeira do Loisal. O morro, ou «castelo», como o povo lhe chama, não é muito alto; todavia do lado da ribeira tem grande declive, e tornava-se aí fácil a defesa, em caso de ataque. Um dos eixos ou diâmetros orça por 60 metros; o outro é muito maior. Por causa do acanhamento do espaço não podia servir de habitação permanente: julgo-o pois mero fortim. A povoação permanente seria o planalto do sul (B), que, como disse, é bastante extenso.
Os vestígios foram parcialmente destruídos pela instalação da linha férrea do Sado.
O monumento foi alvo de trabalhos arqueológicos em 2005, como parte do programa de Recuperação Ambiental da Antiga Área Mineira de Lousal, não tendo sido encontrados quaisquer vestígios de estruturas que pudessem ser atingidos pelas obras.